# يوهانا وولف
يوهانا وولف أو يوهانا فولف (بالألمانية: Johanna Wolf)‏ (و. 1900 – 1985 م) كانت السيكرتيرة الرئيسية لأدولف هتلر. انضمت وولف إلى الأمانة الشخصية لهتلر في خريف عام 1929 ككاتبة على الآلة الكاتبة، وفي نفس الوقت أصبحت أيضًا عضوة في الحزب النازي. إستمرت وولف بالعمل كسكرتيرة رئيسية لهتلر حتى ليلة 21-22 أبريل عام 1945، عندما أُمرت بالسفر من برلين إلى مكان آمن. توفيت في 5 يونيو 1985.

## السيرة الذاتية
ولدت وولف في ميونيخ. والتحقت بالمدرسة الابتدائية والدعائية. من عام 1922 حتى عام 1928، عملت لدى الدكتور ألكسندر جلاسر. ثم عملت بعد ذلك لدى جريجور ستراسر في مقر الحزب النازي في جاو بافاريا السفلى - بالاتينات العليا. انضمت وولف إلى الأمانة الشخصية لهتلر في خريف عام 1929 ككاتبة على الآلة الكاتبة، وفي ذلك الوقت أصبحت عضوة في الحزب النازي. قبل عام 1933، قامت أيضًا بأعمال السكرتارية لرودولف هيس وفيلهلم بروكنر، الذي كان في ذلك الوقت كبير مساعدي هتلر وحارسه الشخصي.
عندما أصبح هتلر مستشارًا في يناير 1933، أصبحت وولف سكرتيرة كبيرة في مستشاريته الخاصة. وكانت وولف، السكرتيرة الأولى لهتلر، وواحدة من أقدم وأطول أمينات هتلر بقاءً في الخدمة. بينما كان هتلر يخاطب سكرتيراته الآخريات رسميًا باسم "Frau" (سيدة) أو "Fräulein"، أطلق هتلر عليها اسم "Wölfin" أي السيدة الذئبة وذلك بسبب هوسه بالذئاب. كان لدى وولف وهتلر علاقة وثيقة. وكان يُنظر إليها على نطاق واسع على أنها المصدر الأكثر موثوقية وشمولاً للحصول على معلومات عن هتلر. كانت وولف نازية مخلصة وعضوة موثوق بها لدى حاشية هتلر. عاشت وولف في عرين الذئب بالقرب من راستنبرغ، وهو المقر العسكري لأدولف هتلر في الجبهة الشرقية في الحرب العالمية الثانية من عام 1941 حتى غادر هو وموظفوه للمرة الأخيرة في 20 نوفمبر 1944. وعندما سحب هتلر مقر قيادته إلى مخبأ الفوهرر في برلين في يناير 1945، ذهبت معه ومع طاقمه. كان مخبأ الفوهرر يقع أسفل منطقة حديقة مستشارية الرايخ في وسط برلين. وأصبح المخبأ مركزًا للنظام النازي حتى نهاية أبريل 1945. وقبل أواخر أبريل 1945، كان هتلر يتناول الغداء بانتظام مع وولف وزميلته السكرتيرة الأخرى كريستا شرودر.
في ليلة 21-22 أبريل 1945، بعد أن قرر هتلر البقاء والموت في برلين، أرسل وولف وشرودر بطائرة من طائرات Fliegerstaffel des Führers المسوؤل عنها هانز باور من برلين إلى سالزبورغ ثم إلى منزله في بيرشتسجادن في بافاريا. وبعد أيام قليلة في قبو الفوهرر، تزوج هتلر من إيفا براون قبل وقت قصير من انتحارهما.

### القبض عليها
بقيت وولف في بيرشتسجادن حتى 2 مايو ثم سافرت إلى منزل والدتها في باد تولز. تم القبض عليها وأسرتها في 23 مايو في باد تولز من قبل القوات الأمريكية. ظلت مع شرودر سجينة حتى 14 يناير 1948. انتقلت وولف إلى كوفبورين بعد ذلك وتوفيت في ميونيخ في 5 يونيو 1985 عن عمر يناهز 85 عامًا.

### الولاء لهتلر
على الرغم من أن وولف خدمت في عهد هتلر لسنوات عديدة، إلا أنها، على عكس السكرتيرات الأخريات مثل تراودل يونغه وكريستا شرودر، رفضت الموافقة على إجراء أي مقابلات أو الكشف عن أي معلومات. حتى خلال السبعينيات عندما عُرض عليها مبلغ كبير من المال لكتابة مذكراتها. وعندما طُلب منها ذلك، قالت وولف إنها كانت سكرتيرة "خاصة" واعتقدت أن من واجبها عدم الكشف عن أي شيء عن هتلر أبدًا. عندما تم أسر وولف، طلبت منها المخرجة الألمانية ليني ريفنستال في النهاية الكشف عن بعض المعلومات عن هتلر. وقالت وولف إن الأشخاص المقربين من هتلر لم يتمكنوا من الهروب من جاذبيته حتى وفاته، على الرغم من كونه هزيل تمامًا. لقد كانت وفية لهتلر لدرجة أنها أرادت أن تموت معه في قبو الفوهرر، لكنها غادرت لأن هتلر حثها على المغادرة من أجل والدتها البالغة من العمر 80 عامًا. لقد أجبرها هي وآخرين على المغادرة في الرحلات الجوية الأخيرة من برلين. وإدعت أن هتلر لم يكن على علم بكل الأشياء الفظيعة التي كانت تحدث في ألمانيا خلال فترة حكمه، وأن المتعصبين مارسوا تأثيرًا متزايدًا عليه، وأنهم أعطوا أوامر لم يكن هتلر يعرف شيئًا عنها.

### الاقتباسات
1. ↑  Waite, Robert. The Psychopathic God: Adolf Hitler. N.p.: n.p., 1993. Google Books. Web. 31 Jan. 2010.  [وصلة مكسورة] نسخة محفوظة 27 مارس 2020 على موقع واي باك مشين.
2. ↑  Riefenstahl, Leni. Leni Riefenstahl: A Memoir. N.p.: Picador, 1995. Google Books. Web. 28 Jan. 2010.  [وصلة مكسورة] نسخة محفوظة 27 مارس 2020 على موقع واي باك مشين.
3. 1 2 3 4 5 6 7  Joachimsthaler 1999، صفحة 291.
4. ↑  Waite, Robert. The Psychopathic God: Adolf Hitler. N.p.: n.p., 1993. Google Books. Web. 31 Jan. 2010.  نسخة محفوظة 2023-04-04 على موقع واي باك مشين.
5. ↑  Kershaw 2008، صفحة 881.
6. ↑  Kershaw 2008، صفحة 894.
7. ↑  Joachimsthaler 1999، صفحة 78.
8. ↑  Kershaw 2008، صفحات 901, 902, 923.
9. ↑  Joachimsthaler 1999، صفحة 98.
10. ↑  Joachimsthaler 1999، صفحات 160–182.
11. ↑  Joachimsthaler 1999، صفحات 151, 152, 291.
12. ↑  Riefenstahl, Leni. Leni Riefenstahl: A Memoir. N.p.: Picador, 1995. Google Books. Web. 28 Jan. 2010.  نسخة محفوظة 2023-04-05 على موقع واي باك مشين.